# Francisco Agustín González
Francisco Agustín González (Ordóñez, Argentina; 6 de abril de 2001) es un futbolista argentino. Juega de delantero y su equipo actual es O'Higgins  de la Primera División de Chile.

## Trayectoria
González entró a las inferiores del Newell's Old Boys en 2012, y fue promovido al primer equipo en la temporada 2018-19. Debutó el 21 de abril de 2019 por la Copa de la Superliga ante Gimnasia y Esgrima de La Plata. Sin embargo,  finales del 2020 sufrió una lesión de rodilla que lo dejó fuera de las canchas.
En enero de 2022, renovó su contrato con la institución hasta 2024. Esa temporada, se afianzó en el equipo titular disputando 40 encuentros.

## Selección nacional
Disputó el Torneo Internacional de Fútbol Sub-20 de la Alcudia de 2019 con la selección sub-18 de Argentina.

## Estadísticas
Actualizado al último partido disputado el 24 de febrero de 2024.
| Club                        | Div.          | Temporada     | Liga  | Liga  | Copas nacionales | Copas nacionales | Copas internacionales | Copas internacionales | Total | Total |
| Club                        | Div.          | Temporada     | Part. | Goles | Part.            | Goles            | Part.                 | Goles                 | Part. | Goles |
| --------------------------- | ------------- | ------------- | ----- | ----- | ---------------- | ---------------- | --------------------- | --------------------- | ----- | ----- |
| Newell's Old Boys Argentina | 1.ª           | 2019-20       | 1     | 0     | 1                | 0                | —                     | —                     | 2     | 0     |
| Newell's Old Boys Argentina | 1.ª           | 2020-21       | 7     | 0     | 1                | 0                | —                     | —                     | 8     | 0     |
| Newell's Old Boys Argentina | 1.ª           | 2021          | 12    | 1     | 0                | 0                | —                     | —                     | 12    | 1     |
| Newell's Old Boys Argentina | 1.ª           | 2022          | 40    | 1     | 2                | 0                | —                     | —                     | 42    | 1     |
| Newell's Old Boys Argentina | 1.ª           | 2023          | 2     | 1     | 6                | 2                | —                     | —                     | 8     | 3     |
| Newell's Old Boys Argentina |               | 2024          | 0     | 0     | 2                | 0                | —                     | —                     | 2     | 0     |
| Newell's Old Boys Argentina | Total club    | Total club    | 62    | 3     | 12               | 2                | 0                     | 0                     | 74    | 5     |
| Total carrera               | Total carrera | Total carrera | 62    | 3     | 12               | 2                | 0                     | 0                     | 74    | 5     |